# Leger van de Romeinse Republiek
Het leger van de Romeinse Republiek ontstond in 509 v.Chr. en bleef bestaan tot 27 v.Chr., toen de republiek overging in het Romeinse Rijk. Het was een tijd het Romeinse leger.

## Ontstaan van het leger
Het leger ontstond uit het leger van het Romeins Koninkrijk. Hierin bestond het leger uit één legioen, eigenlijk werd met legioen het leger bedoeld, van gerekruteerde burgers. Dit betrof alleen de rijke burgers, men kreeg geen soldij en moest voor zijn eigen uitrusting zorgen. Armen werden vrijgesteld van dienstplicht, zij zouden niet genoeg gemotiveerd zijn om te vechten. Waarschijnlijk werd in het begin van de Romeinse Republiek, het leger veranderd van één in twee legioenen, elk toegewezen aan één of twee consuls. In het begin werd het leger vrijwel alleen maar gebruikt voor roofovervallen, het is onduidelijk of toen het gehele leger in één keer werd opgeroepen of maar een gedeelte van het leger.

### Hervormingen
Toen Rome met zijn veroveringspolitiek begon, had men een leger nodig dat zich snel kon verplaatsen over het slagveld. dit was nodig o.a. tegen de Samnieten en de Galliërs. De griekse falanx was niet mobiel genoeg. Na de Samnitische oorlogen leek het Romeinse leger al meer op het leger onder Augustus. Onder invloed van de Samnieten veranderde de Romeinse hopliet naar de legionair.
Bv. De pila of werpspies werd oorspronkelijk gebruikt door de Samnieten.

### Camillus' hervormingen
Begin 4e eeuw v.Chr. zou volgens de Romeinen Marcus Furius Camillus het leger hebben hervormd en de legiones hebben ingevoerd. Voortaan kende men manipels in het Romeinse leger. Dit werd nodig omdat het leger frequenter en beter geplande operaties moest uitvoeren. Het consulaire leger werd vergroot tot twee legioenen. Er werd soldij uitbetaald sinds 396 v.Chr.. De tribunus militum verscheen in 331 v.Chr.. De interne organisatie werd complexer van aard. De soldaten werden voor het eerst niet ingedeeld op rijkdom, maar op ervaring en leeftijd. Ook hoefde men voor het eerst niet voor zijn eigen wapens te zorgen, die werden verzorgd door de staat. Een uitzondering waren de Equites, ruiters die nog steeds geacht werden hun eigen paard te kunnen verzorgen.

### Scipio's hervormingen
Rond 200 v.Chr. zou een van Romes grootste generaals, Publius Cornelius Scipio als eerste zijn legers drillen tot een echte geduchte vechtmachine en haar aldus een zeker professionalisme geven. Dit zou de doorslag geven in de Tweede Punische Oorlog.

### Marius' hervormingen
De belangrijkste innovatie van Gaius Marius was naast de vernieuwde indeling van de Romeinse legioenen, het feit dat voortaan ook de klasselozen konden worden opgenomen in het leger (107 v.Chr.). Hierdoor kregen de wat rijkere Romeinen de handen vrij om in Italië te blijven. Hierdoor werd het leger ook aantrekkelijk voor veel carrièrejagers.

## Het leger
De eerste legioenen kenden vijf standaarden: adelaar, wolf, minotaurus, paard en everzwijn. In 104 v.Chr. schafte Marius alle veldtekens af met uitzondering van de adelaar, het symbool van Jupiter. De standaarden waren erg belangrijk voor de legioenen. Het verliet de legerplaats pas als het legioen als geheel verder trok. Het waren belangrijke verzamelpunten tijdens veldslagen en er een verliezen was een grote schande. Er werd bijvoorbeeld een enorme krachtinspanning geleverd om de adelaars die in 53 v.Chr. verloren waren gegaan, terug te krijgen. Ook had een legioen vaak een herkenningsteken.
Met legioen werd in eerste instantie het hele leger bedoeld. Pas in de vierde eeuw voor Christus kwamen er meerdere legioenen. Rond de eerste eeuw voor Christus bestond een legioen op volle sterkte uit tien cohorten met in totaal 5120 man. Een gewone cohort telde 480 soldaten, verdeeld over zes centuriën van 80 man, maar de eerste cohort van het legioen, waarin de beste soldaten zaten, bestond uit vijf dubbele centuriën van 160 man. Elke centurie werd aangevoerd door een centurio, een uit de manschappen afkomstige onderofficier.
De kleinste eenheid die zelfstandig kon opereren, was de uit twee centuriën bestaande manipulus (handvol). De centurie zelf viel weer uiteen in tien contubernii (tenten) van elk acht man sterk. De legioencommandant of Legatus legionis, meestal een senator, had zeven hoofdofficieren onder zich - één praefectus en zes tribuni militum. Deze laatsten selecteerden de soldaten.

## Na het Republikeinse leger
In 15 v.Chr. voerde Augustus een beroepsleger in, hoewel de dienstplicht bleef bestaan.